# 캐나다 영화

캐나다의 영화

이 항목에서는 캐나다 영화 산업에 대해 서술한다. 캐나다 영화 제작지는 주로 3대 도시권 (토론토, 몬트리올, 밴쿠버)에 집중하고 있다. 1911년부터 캐나다에서 장편 작품으로는 영어 작품 약 1,000개, 불어 작품 약 600개가 제작되어 왔다.

## 같이 보기
- IMAX
- 캐나다의 배우 목록